# 圣殿大道
圣殿大道（Boulevard du Temple）是巴黎第三区和十一区的分界道路，从共和国广场到Pasdeloup广场。沿路有共和国和Filles du Calvaire 2个地铁站。它得名于曾设在此的圣殿骑士团。